# Fawzia d'Egitto
Fawzia d'Egitto (in arabo فوزية بنت الملك فؤاد‎?; in persiano فوزیه فؤاد‎; Alessandria d'Egitto, 5 novembre 1921 – Alessandria d'Egitto, 2 luglio 2013) è stata regina consorte di Persia dal 1941 al 1948, come prima moglie di Mohammad Reza Pahlavi.
Era sorella di Fārūq I d'Egitto, penultimo regnante della dinastia alawita.

## Biografia

### Infanzia
La principessa Fawzia Fouad Ismail Ibrahim Muhammad Ali Ibrahim Agha Yul Agassi Ali Agha, nacque il sabato del 5 novembre 1921 alle otto e un quarto del mattino,
nel palazzo reale Raʾs al-Tīn di Alessandria d'Egitto.
Era la bellissima figlia dell'allora sultano e futuro re dell'Egitto Fuʾād I e della sua seconda moglie, la sultana Nazli Sabri discendente della   dinastia di Mehmet Ali.
Crebbe insieme alle sorelle Faiza, Faika e Fathiya e col fratello Fārūq, erede al trono dell'Egitto.

### Primo matrimonio

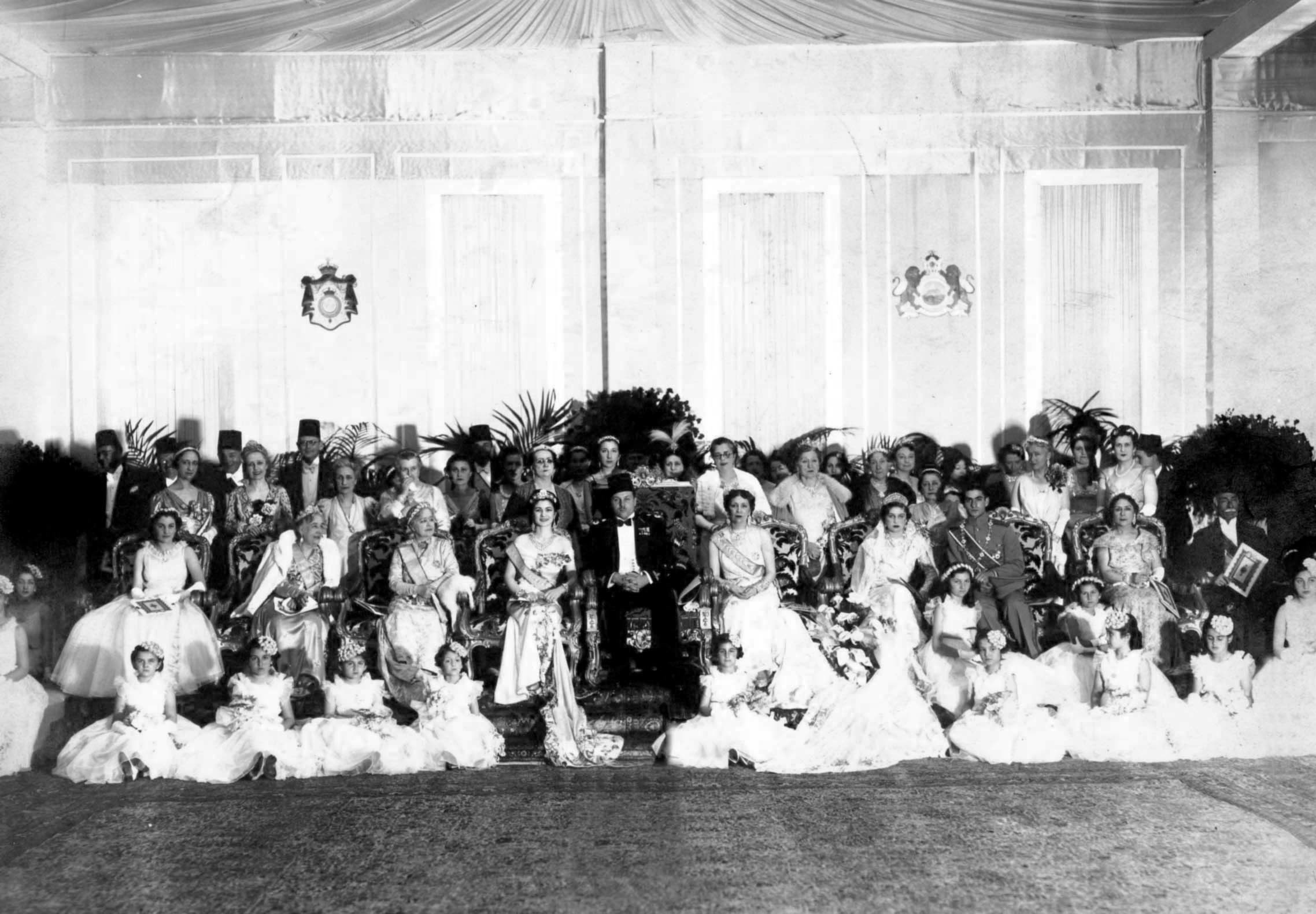
Matrimonio al Cairo (1939) della sorella di Faruq, la principessa Fawzia, con Mohammad Reza Pahlavi

La principessa dell'Egitto sposò il giovane principe ereditario d'Iran Mohammad Reza Pahlavi al Cairo il 16 marzo 1939; dopo la luna di miele, la cerimonia nuziale venne ripetuta a Teheran.
Due anni più tardi il principe Mohamed Reza in seguito all'esilio del padre (voluto dal governo britannico) salì al trono del pavone (chiamato così per la curiosa forma a coda di pavone del trono imperiale dell'Iran, in oro massiccio e portato a Teheran come preda bellica sottratta agli imperatori Moghul) per essere quindi incoronato scià di Persia. Fawzia, in occasione della sua incoronazione a regina, apparve sulla copertina della rivista americana Life del 21 settembre 1942, incantando con il suo fascino migliaia di persone in tutto il mondo. Ritratta in quell'occasione da Cecil Beaton, il fotografo la descrisse come una "Venere orientale, dall'ovale del volto perfetto, la carnagione pallida e gli occhi blu".

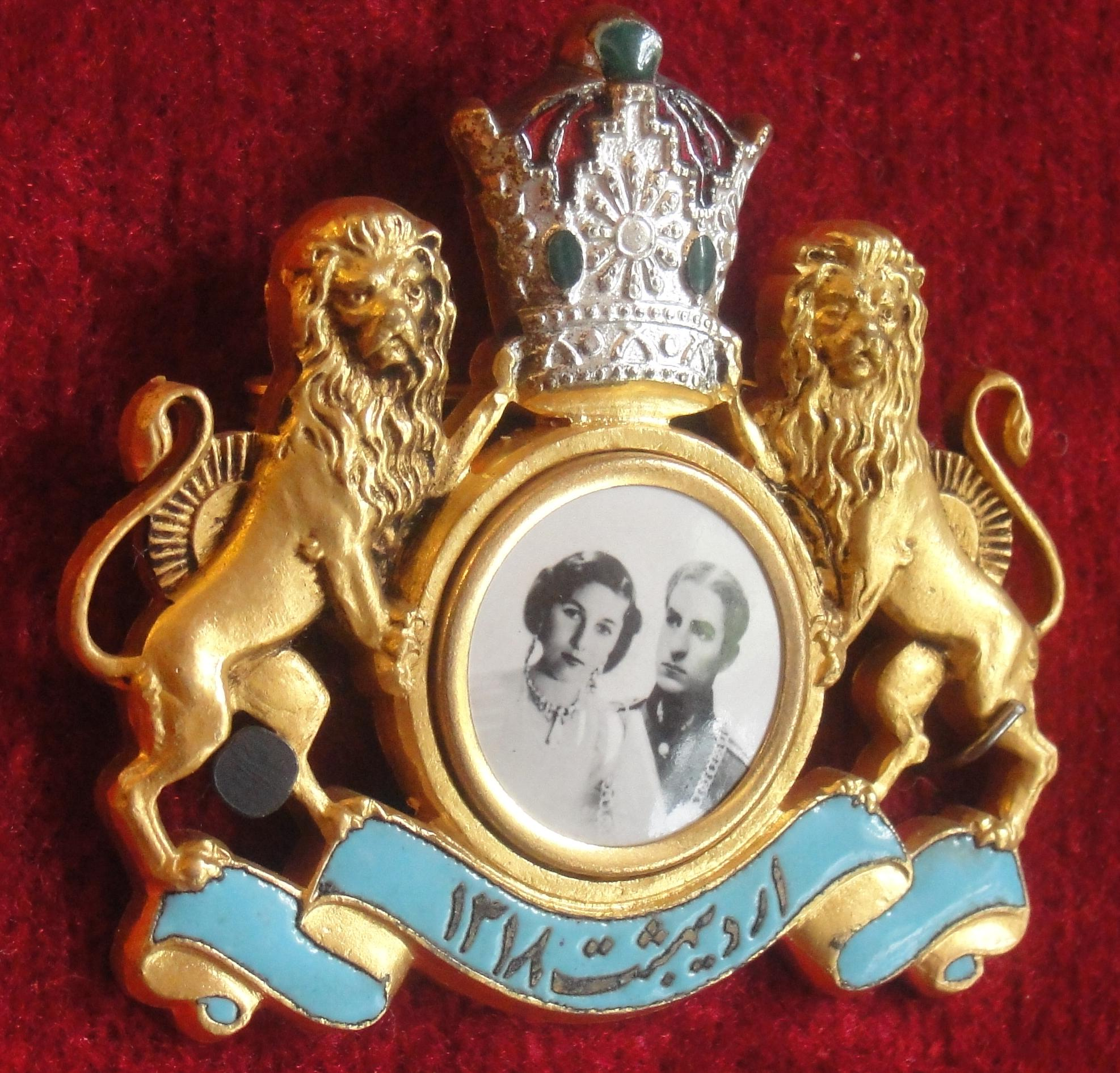
Medaglione commemorativo del matrimonio tra Mohammad Reza Pahlavi e Fawzia d'Egitto

Il matrimonio con Pahlavi non fu un successo. La dama di compagnia della regina Fawzia, l'italiana Ginevra Castellani, raccontò che la vita a palazzo era costrittiva e seria, che la posta veniva controllata e che la macchina fotografica le venne confiscata. Il matrimonio tra le due teste coronate non fu un'unione felice e dopo la nascita di una figlia femmina, Shahnaz, la regina Fawzia (il titolo di imperatrice non era ancora in uso in Iran) ottenne la separazione legale dal marito da parte del governo egiziano nel 1945 e tornò al Cairo. Questa separazione non venne riconosciuta dal governo iraniano, ma infine il divorzio venne ottenuto e accettato anche in Iran il 17 novembre 1948. Con la sua rinuncia alla corona iraniana, Fawzia riprese il suo titolo di principessa reale d'Egitto. Una delle clausole del divorzio fu quella di far rimanere la figlia in Iran, per essere cresciuta con il padre. Curiosamente, Fawzia divorziò la stessa settimana in cui suo fratello, il re Fārūq I d'Egitto, divorziò dalla sua prima moglie, la regina Farīda.
Nell'annuncio pubblico del divorzio si affermò che «il clima persiano aveva messo in pericolo la salute dell'imperatrice Fawzia, e che quindi fu concordato dal re dell'Egitto che la sorella divorziasse». In un'altra dichiarazione ufficiale lo scià di Persia (Pahlavi) dichiarò che lo scioglimento del matrimonio «non avrebbe influito negativamente sui buoni rapporti di amicizia tra l'Egitto e l'Iran».

### Secondo matrimonio e fuga dall'Egitto

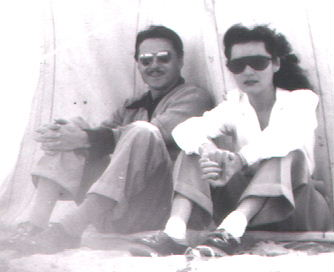
Fawzia d'Egitto e Ismail Chirine

Il 28 marzo 1949 Fawzia sposò il colonnello Ismāʿīl Ḥusayn Shīrīn Bey (1919-1994), un lontano cugino e, al tempo, ministro della guerra e della marina. Dalla coppia nacquero due figli: Nadia(1950) e Husayn (1955). In seguito al colpo di Stato attuato da Nasser nel 1952 e al crollo della monarchia, la principessa fu esiliata insieme al fratello e a tutta la famiglia reale.

### Ultimi anni e morte
Da allora visse in Svizzera, dove risiedette fin quasi alla morte, sopravvenuta il 2 luglio 2013 ad Alessandria d'Egitto all'età di 91 anni. Il rito funebre ebbe luogo il giorno seguente e la principessa venne sepolta al Cairo nella moschea di al-Rifa'i, il mausoleo dei Chedivè egiziani.

## Discendenza

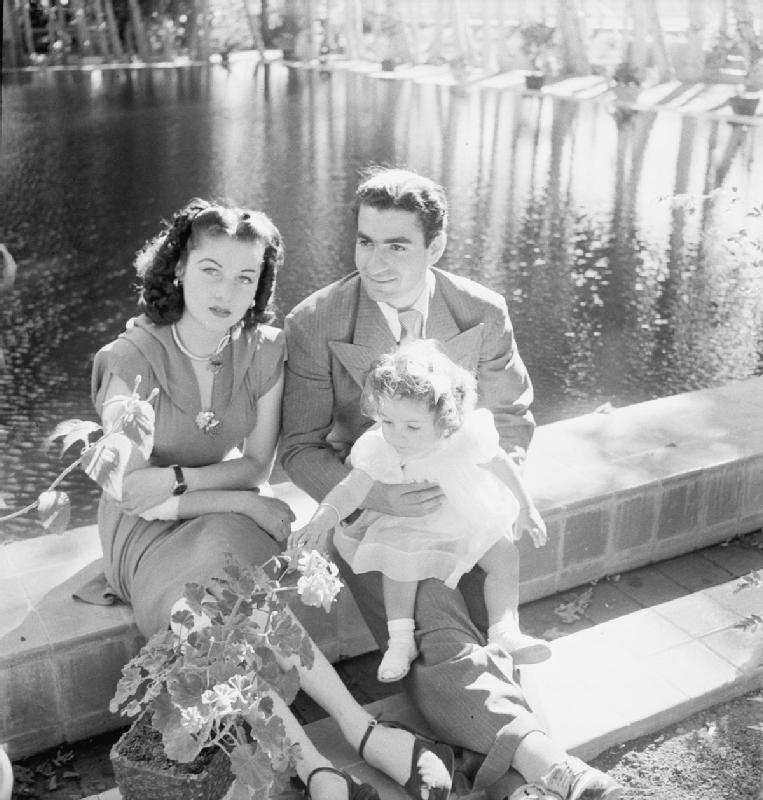
La regina Fawzia con lo scià Mohammad Reza Pahlevi e loro figlia, la principessa Shahnaz, a Tehran durante la seconda guerra mondiale.

Dal primo matrimonio tra Fawzia d'Egitto e Mohammed Reza Pahlavi nacque una figlia:
- Shahnaz Pahlavi (27 ottobre 1940).

Dal secondo marito Ismail Chirine ebbe una figlia e un figlio: 
- Nadia Shīrīn (19 dicembre 1950 – ottobre 2009), sposò in prime nozze Yusuf Shabaan, attore egiziano, e in seconde nozze Mustafa Rashid;
- Hussein Shīrīn (1955 – 2016).

## Nella cultura popolare
Fawzia era dotata di grande bellezza, ma anche di fascino ed eleganza, tanto da diventare un personaggio iconico anche oltre i confini del suo regno e competere con le dive cinematografiche di Hollywood. Il fotografo Cecil Beaton, che l'aveva ritratta per la copertina di Life, l'aveva soprannominata la "Venere orientale". Viene ricordata come una donna raffinata e rispettosa, consapevole del suo ruolo e dei compiti che ne derivavano.

## Titoli e trattamento
- 5 novembre 1921 - 16 marzo 1939: Sua Altezza Principessa Sultana Fawzia d'Egitto
- 16 marzo 1939 - 16 settembre 1941: Sua Altezza Imperiale, la Principessa Ereditaria alla corona dell'Iran
- 16 settembre 1941 - 17 novembre 1948: Sua Maestà Imperiale, la Regina Fawzia d'Iran
- 17 novembre 1948 - 28 marzo 1949: Sua Altezza Reale, la Principessa Fawzia d'Egitto
- 28 marzo 1949 - 2 luglio 2013: Signora Ismāʿīl Shirīn

## Ascendenza
|                                                   |   |                        | Genitori                        |  |  | Nonni |  |  | Bisnonni       |  |  | Trisnonni  |  |
|                                                   |   |                        |                                 |  |  |       |  |  | Ibrāhīm Pascià |  |  | Mehmet Ali |  |
|                                                   |   |                        |                                 |  |  |       |  |  | Ibrāhīm Pascià |  |  | Mehmet Ali |  |
|                                                   |   | Amina Nosratli         |                                 |  |  |       |  |  | Ibrāhīm Pascià |  |  |            |  |
| Isma'il Pascià                                    |   |                        |                                 |  |  |       |  |  | Ibrāhīm Pascià |  |  |            |  |
|                                                   |   | Hoshiar Walda          | …                               |  |  |       |  |  |                |  |  |            |  |
|                                                   |   | Hoshiar Walda          | …                               |  |  |       |  |  |                |  |  |            |  |
|                                                   |   | Hoshiar Walda          | …                               |  |  |       |  |  |                |  |  |            |  |
| Fu'ad I d'Egitto                                  |   | Hoshiar Walda          |                                 |  |  |       |  |  |                |  |  |            |  |
|                                                   |   | …                      | …                               |  |  |       |  |  |                |  |  |            |  |
|                                                   |   | …                      | …                               |  |  |       |  |  |                |  |  |            |  |
|                                                   |   | …                      | …                               |  |  |       |  |  |                |  |  |            |  |
| Ferial Hanem                                      |   | …                      |                                 |  |  |       |  |  |                |  |  |            |  |
|                                                   |   | …                      | …                               |  |  |       |  |  |                |  |  |            |  |
|                                                   |   | …                      | …                               |  |  |       |  |  |                |  |  |            |  |
|                                                   |   | …                      | …                               |  |  |       |  |  |                |  |  |            |  |
| Fawzia d'Egitto                                   |   | …                      |                                 |  |  |       |  |  |                |  |  |            |  |
|                                                   | … | …                      |                                 |  |  |       |  |  |                |  |  |            |  |
|                                                   | … | …                      |                                 |  |  |       |  |  |                |  |  |            |  |
|                                                   | … | …                      |                                 |  |  |       |  |  |                |  |  |            |  |
| Abdel Rahim Sabri Pascià, Governatore de Il Cairo | … |                        |                                 |  |  |       |  |  |                |  |  |            |  |
|                                                   |   | …                      | …                               |  |  |       |  |  |                |  |  |            |  |
|                                                   |   | …                      | …                               |  |  |       |  |  |                |  |  |            |  |
|                                                   |   | …                      | …                               |  |  |       |  |  |                |  |  |            |  |
| Nazli Sabri                                       |   | …                      |                                 |  |  |       |  |  |                |  |  |            |  |
|                                                   |   | Muhammad Sharif Pascià | Muhammad Said, Qadi della Mecca |  |  |       |  |  |                |  |  |            |  |
|                                                   |   | Muhammad Sharif Pascià | Muhammad Said, Qadi della Mecca |  |  |       |  |  |                |  |  |            |  |
|                                                   |   | Muhammad Sharif Pascià | …                               |  |  |       |  |  |                |  |  |            |  |
| Tewfika Hanim                                     |   | Muhammad Sharif Pascià |                                 |  |  |       |  |  |                |  |  |            |  |
|                                                   |   | Nazli Hanim            | Sulayman Pascià                 |  |  |       |  |  |                |  |  |            |  |
|                                                   |   | Nazli Hanim            | Sulayman Pascià                 |  |  |       |  |  |                |  |  |            |  |
|                                                   |   | Nazli Hanim            | Mariam Hanim                    |  |  |       |  |  |                |  |  |            |  |
|                                                   |   | Nazli Hanim            |                                 |  |  |       |  |  |                |  |  |            |  |

## Galleria d'immagini

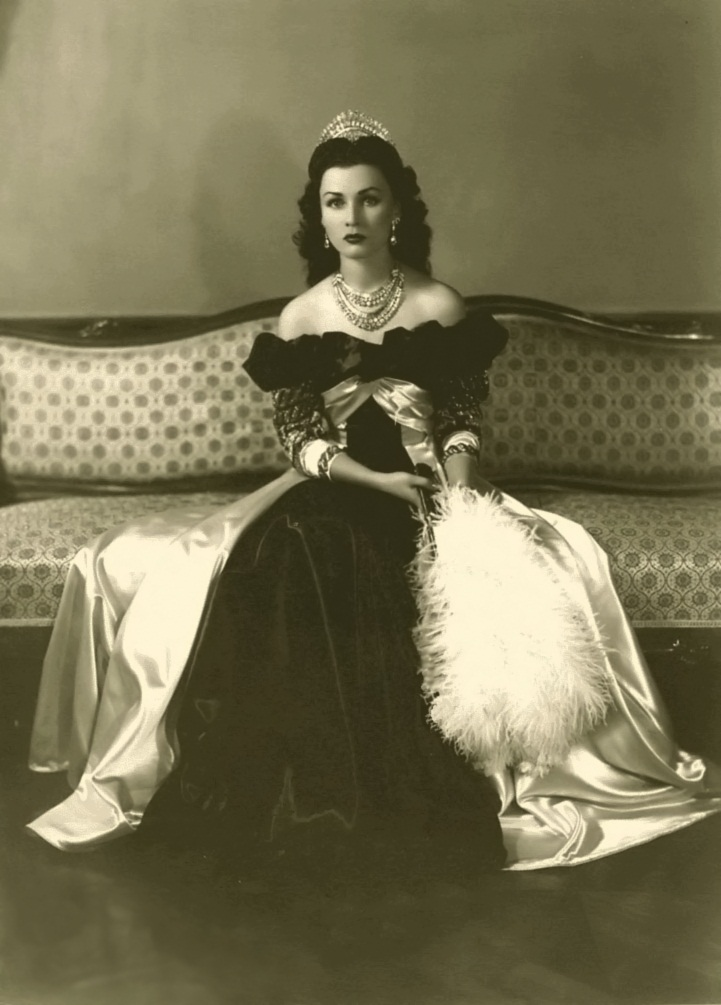
Principessa Sultana Fawzia d'Egitto
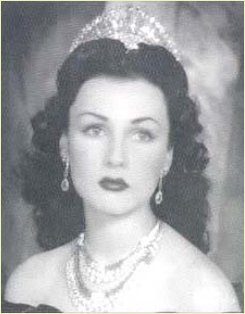
Principessa Sultana Fawzia d'Egitto
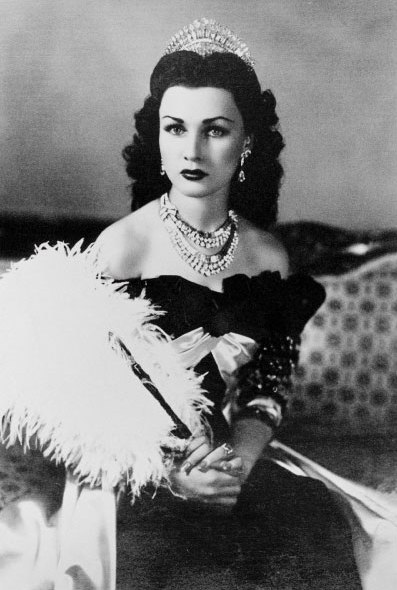
Principessa Sultana Fawzia d'Egitto
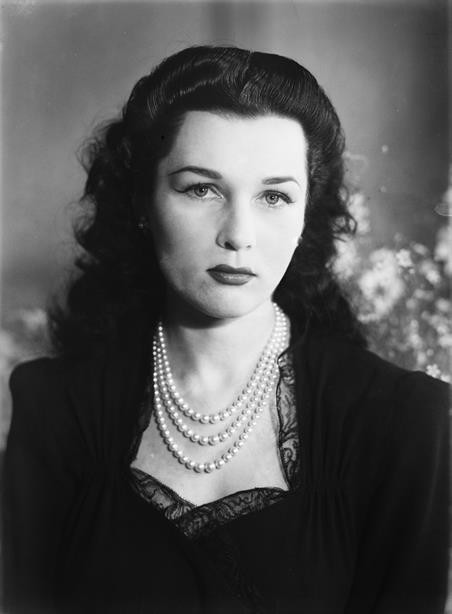
Fawzia come Regina dell'Iran
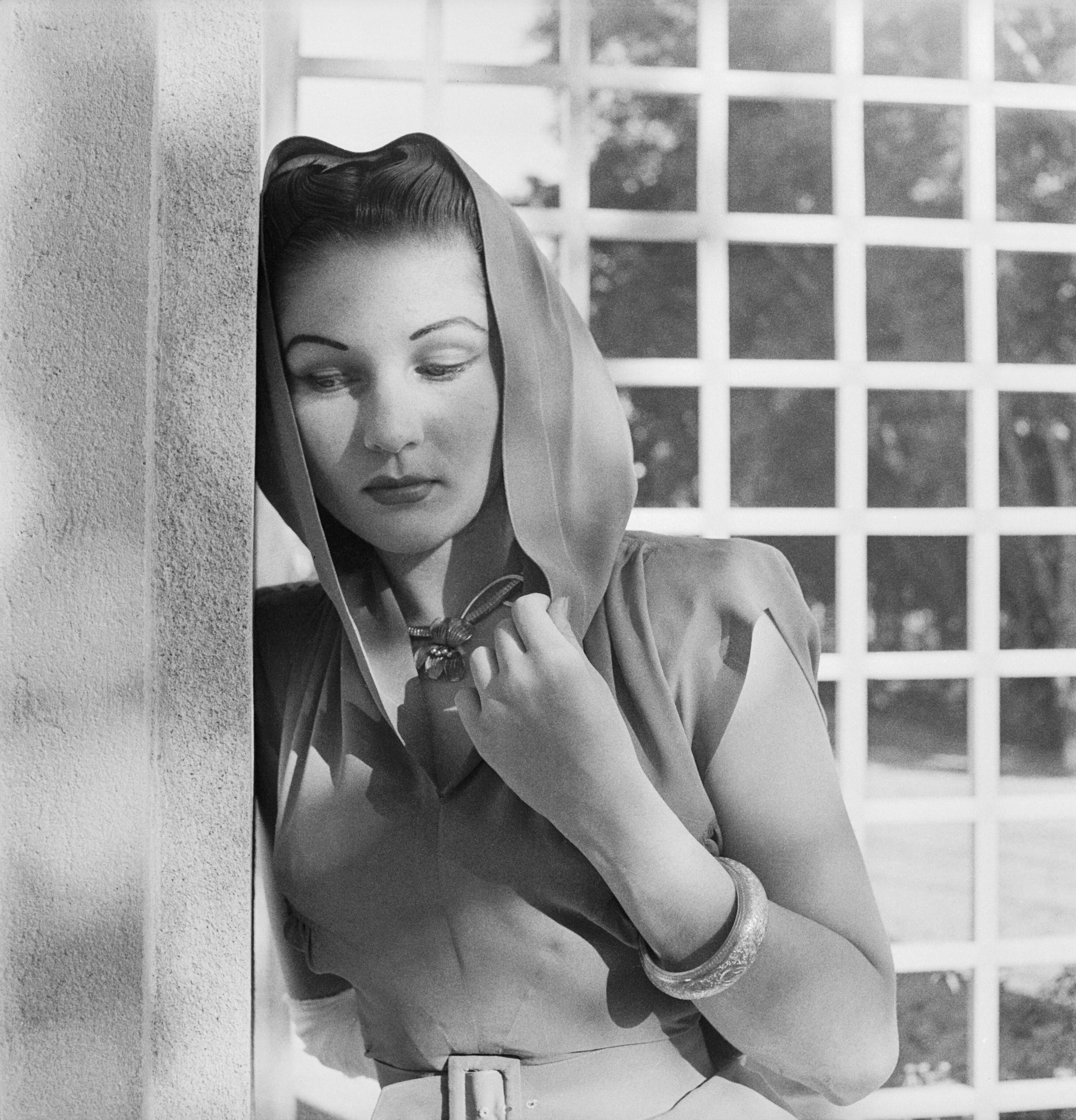
Fawzia come Regina dell'Iran
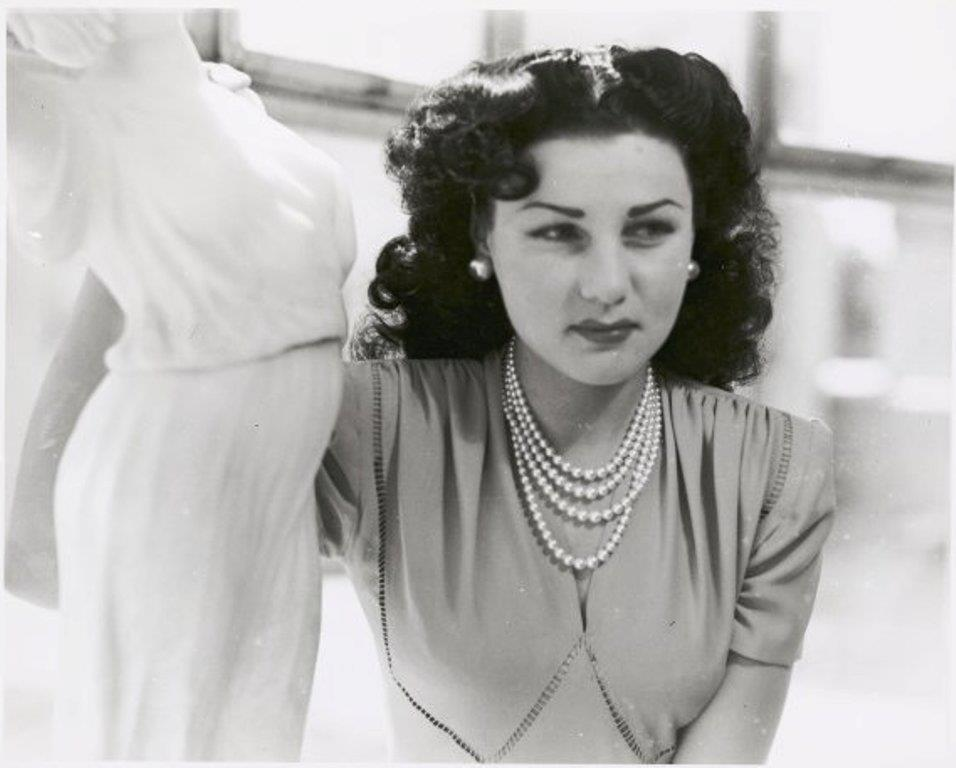
Fawzia come Regina dell'Iran
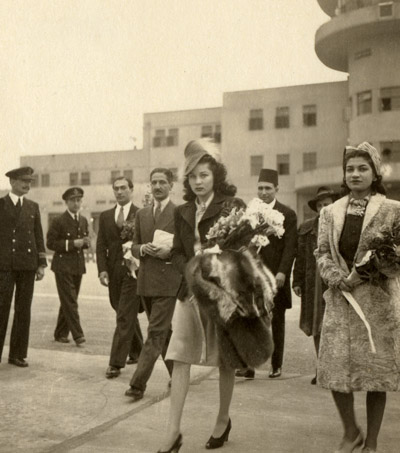
Fawzia in partenza dall'Egitto
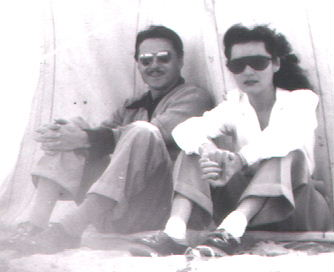
Fawzia d'Egitto e Ismail Chirine
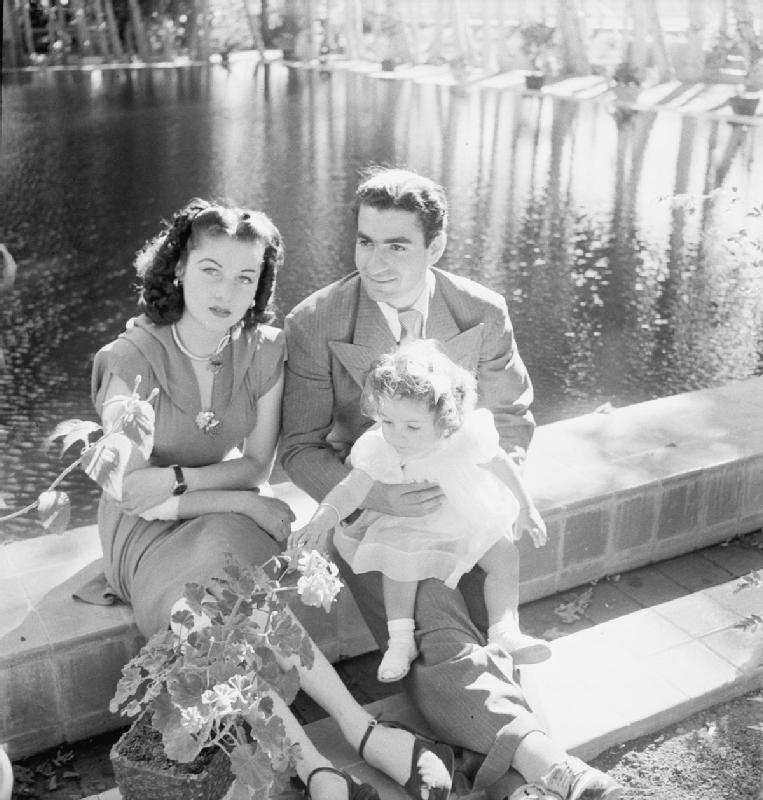
Fawzia con il marito Reza Pahlavi e la loro figlia
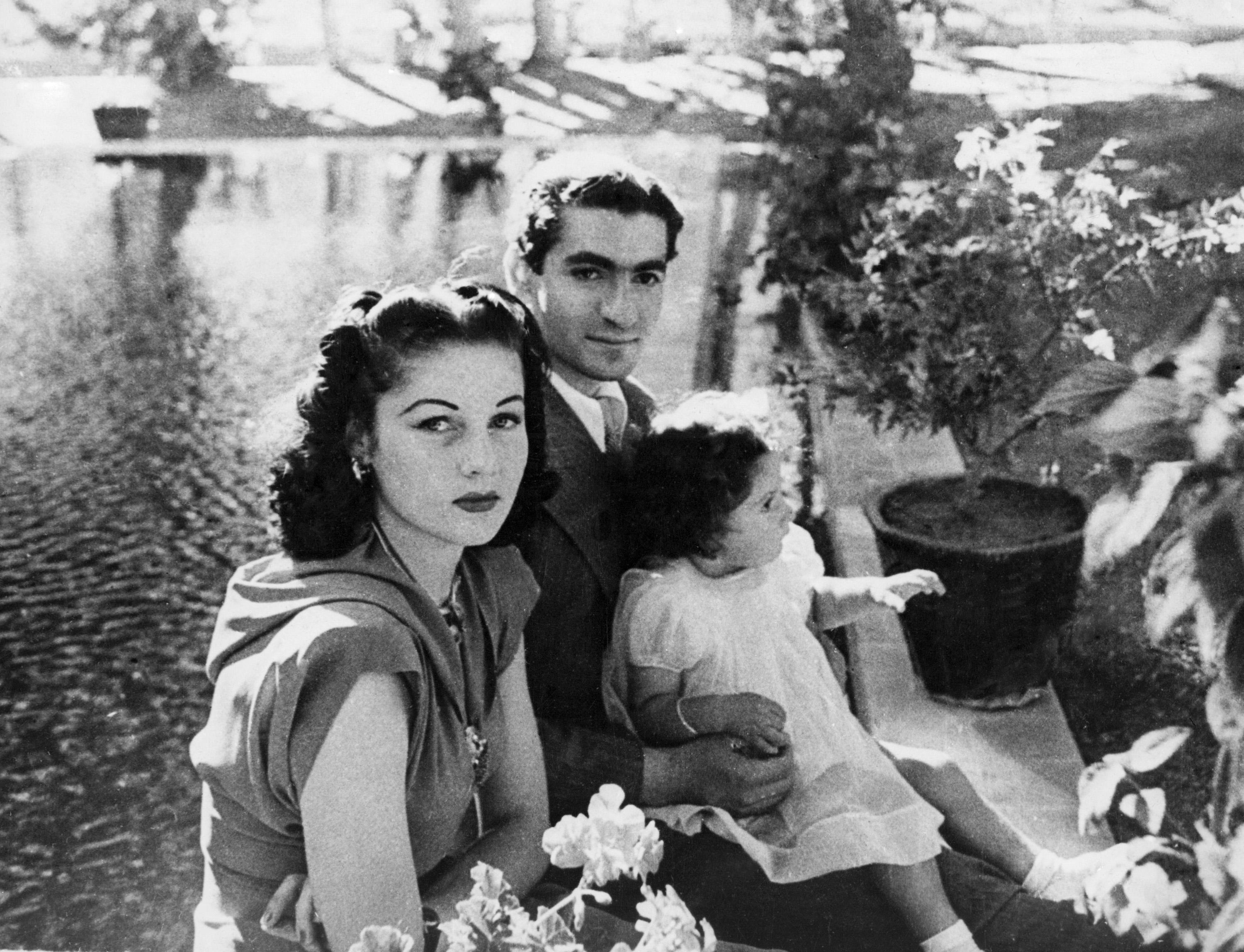
Fawzia con il marito Reza Pahlavi e la loro figlia